# Русские старожилы
Русские старожилы — первые русские поселенцы Русского Севера, Урала, Сибири, Дальнего Востока, Русской Америки и их потомки, часто испытавшие смешение с местными этносами. Среди русских старожилов могут выделяться потомки от смешанных браков русских промышленников, гражданских и военных поселенцев с индианками, эскимосками, алеутками и представительницами других коренных народов Америки, Сибири, Дальнего Востока и Крайнего Севера. 
Понятие «старожилы» охватывает старинных поселенцев за пределами европейской части России (сибиряков, камчадалов и других). В некоторых случаях к ним относят и поморов.